# انقلاب کشاورزی بریتانیا
انقلاب کشاورزی بریتانیا یا انقلاب کشاورزی دوم افزایش بی‌سابقه در تولید محصولات کشاورزی در بریتانیا بخاطر افزایش در نیروی کار و بهره‌وری زمین‌ها بین اواسط قرن ۱۷ تا اواخر قرن ۱۹ بود. تولید کشاورزی سریع‌تر از جمعیت به‌مدت بیش از یک قرن بعد از ۱۷۷۰ و پس از آن رشدکرد. این افزایش در تأمین مواد غذایی کمک به رشد سریع جمعیت در انگلستان و ولز از ۵٫۵ میلیون در سال ۱۷۰۰ به بیش از ۹ میلیون در سال ۱۸۰۱ انجامید. افزایش بهره‌وری شتاب کاهش سهم کشاورزی در نیروی کار، اضافه‌کردن به نیروی کار شهری که در آن صنایعی وابسته وجود داشت: بنابراین انقلاب کشاورزی به‌عنوان یک علت انقلاب صنعتی ذکر شده‌است.